# Reinier Torres
Reinier Torres Riveaux (Santiago de Cuba, 15 de febrero de 1990) es un deportista cubano que compitió en piragüismo en la modalidad de aguas tranquilas. Ganó una medalla en el Campeonato Mundial de Piragüismo de 2009, y cinco medallas en los Juegos Panamericanos en los años 2011 y 2015.

## Palmarés internacional
| Campeonato Mundial   | Campeonato Mundial   | Campeonato Mundial | Campeonato Mundial |
| Año                  | Lugar                | Medalla            | Competición        |
| -------------------- | -------------------- | ------------------ | ------------------ |
| 2009                 | Dartmouth (Canadá)   | Medalla de bronce  | K2 1000 m          |
| Juegos Panamericanos |                      |                    |                    |
| Año                  | Lugar                | Medalla            | Competición        |
| 2011                 | Guadalajara (México) | Medalla de oro     | K4 1000 m          |
| 2011                 | Guadalajara (México) | Medalla de plata   | K2 1000 m          |
| 2015                 | Toronto (Canadá)     | Medalla de oro     | K2 1000 m          |
| 2015                 | Toronto (Canadá)     | Medalla de oro     | K4 1000 m          |
| 2015                 | Toronto (Canadá)     | Medalla de plata   | K2 200 m           |